# 本渡諏訪神社
本渡諏訪神社（ほんどすわじんじゃ）は、熊本県天草市にある神社。天草総鎮守とされる。弘安6年（1283年）8月1日の創祀。
二度に亘る元寇の折、本渡城主の天草大夫大蔵太子（あまくさだゆうおおくらふとこ）という女傑が水軍を率いて出陣し、諏訪大明神の御加護により戦功をいただいた神恩に感謝し、弘安6年（1283年）8月1日、天草氏領土内の総鎮守として諏訪大社より御分霊を奉じた神社である。

## 祭神
現在の祭神は次の3柱。
- 建御名方神 - 信州 諏訪大社の御祭神 ※大国主の御子神で、恵比須の弟神
- 八坂刀売神 - 建御名方神の妃神
- 八幡大神 - 第十五代天皇 応神天皇

## 歴史

### 創建後
鎌倉時代の文永11年（1274年）並びに弘安4年（1281年）の二度に亘る元寇の折、本渡城主の播磨局（天草大夫大蔵太子）が天草の水軍を率いて出陣した。天草軍は諏訪大明神の御加護によって戦功を立てることができたため、2年後の弘安6年（1283年）8月1日、に大蔵太子は信濃国諏訪の諏訪大社より諏訪大明神の御分霊を奉じ、本砥郷山口の里に天草氏領土内の総鎮守として創祀した。
これ以後、天草氏の氏神また郷中の総社として崇敬された。しかし、寛永14年（1637年）の島原・天草の乱において、他の社寺と共に一揆勢の手による兵火にかかり、社殿および神宝旧記を悉く焼失した。弘安6年（1283年）から寛永20年（1643年）までの360年間、第1次鎮座地であった天草市本渡町山口には、「諏訪神社旧趾」の記念碑があり、その御鎮座の由緒を伝えている。

### 近世から近代

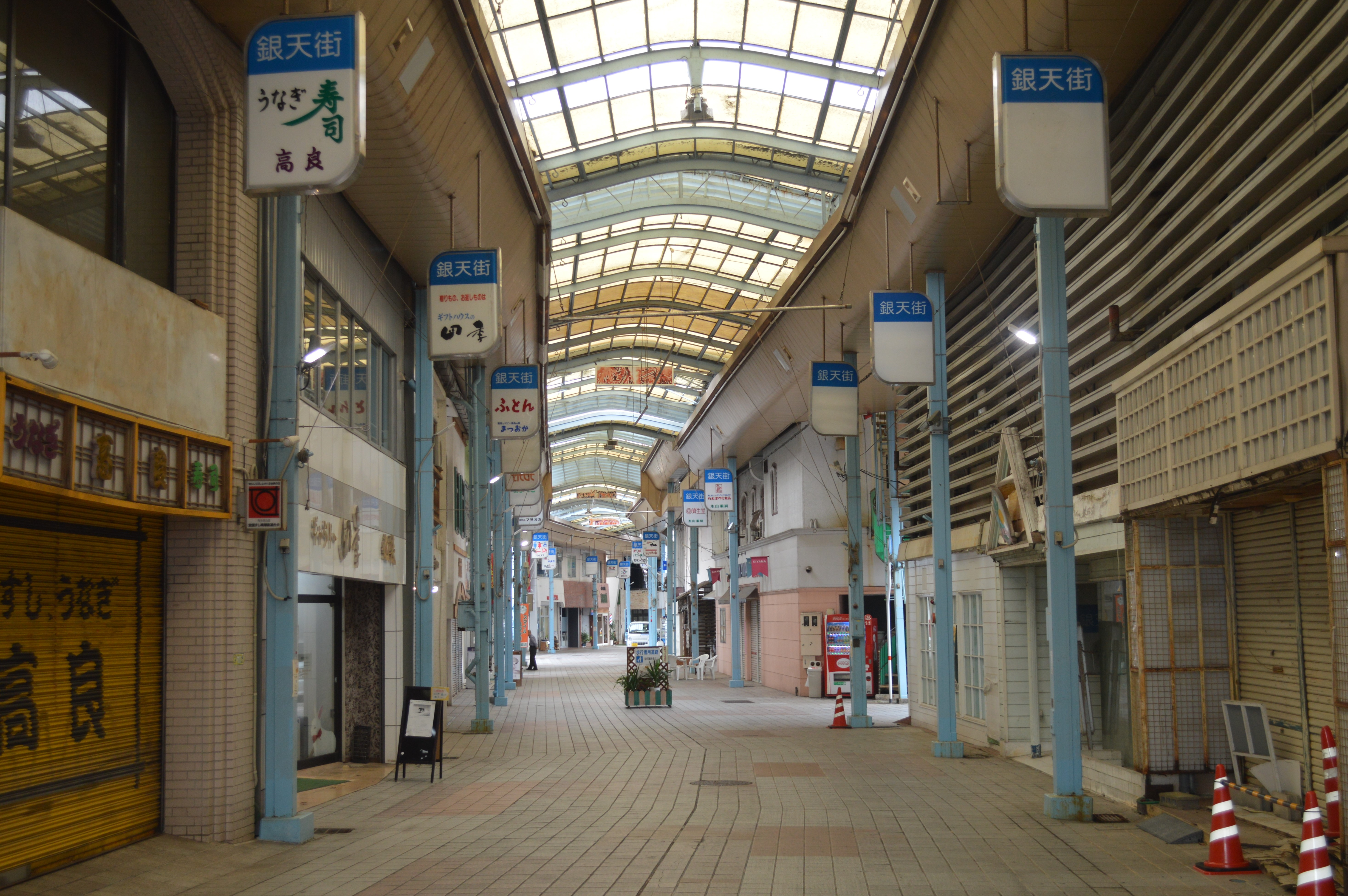
第2鎮座地の跡地にある本渡中央商店街

天草の乱後には天草諸島が江戸幕府の天領となり、初代代官・鈴木重成（のち本町鈴木神社の御祭神）が着任した。鈴木重成は復興策の一環として、土地の神社仏閣の復旧に務め、人心の安定を計ったが、特に当神社の再建を急がせた。乱から6年後の寛永20年（1643年）に海岸浜宮の地（現在の中央銀天街）に新社殿を造営し、これまでの本砥郷山口の里より遷座した。
第2次鎮座地である現在の本渡中央商店街（本渡中央銀天街）アーケード中心地には、寛永20年（1643年）から1915年（大正4年）までの272年間鎮座していた。この時、初代代官・鈴木重成は島原・天草の乱以後に荒廃した島の耕作の便宜をはかり、当神社の例大祭であった8月1日（現在では11月1日より7日）に七日間の「農具市」を開かせた。当時、島内には商店は少なかったため、この農具市が次第に「雑貨市」に広がり、島民は農具だけでなく一年間の生活必需品の一切を買い求める「本渡の市」へと年々発展した。

### 近代から現代
その後、明治初期には天草五郷社のひとつとして郷社に列格された。1915年（大正4年）に旧庄屋大谷家の屋敷跡であった現在地に遷座した。1917年（大正6年）に町山口諏訪神社から「本渡諏訪神社」に社名が変更された。
太平洋戦争末期の1945年（昭和20年）8月1日には、天草の代表神社・総鎮守として県社に昇格した。

## 境内

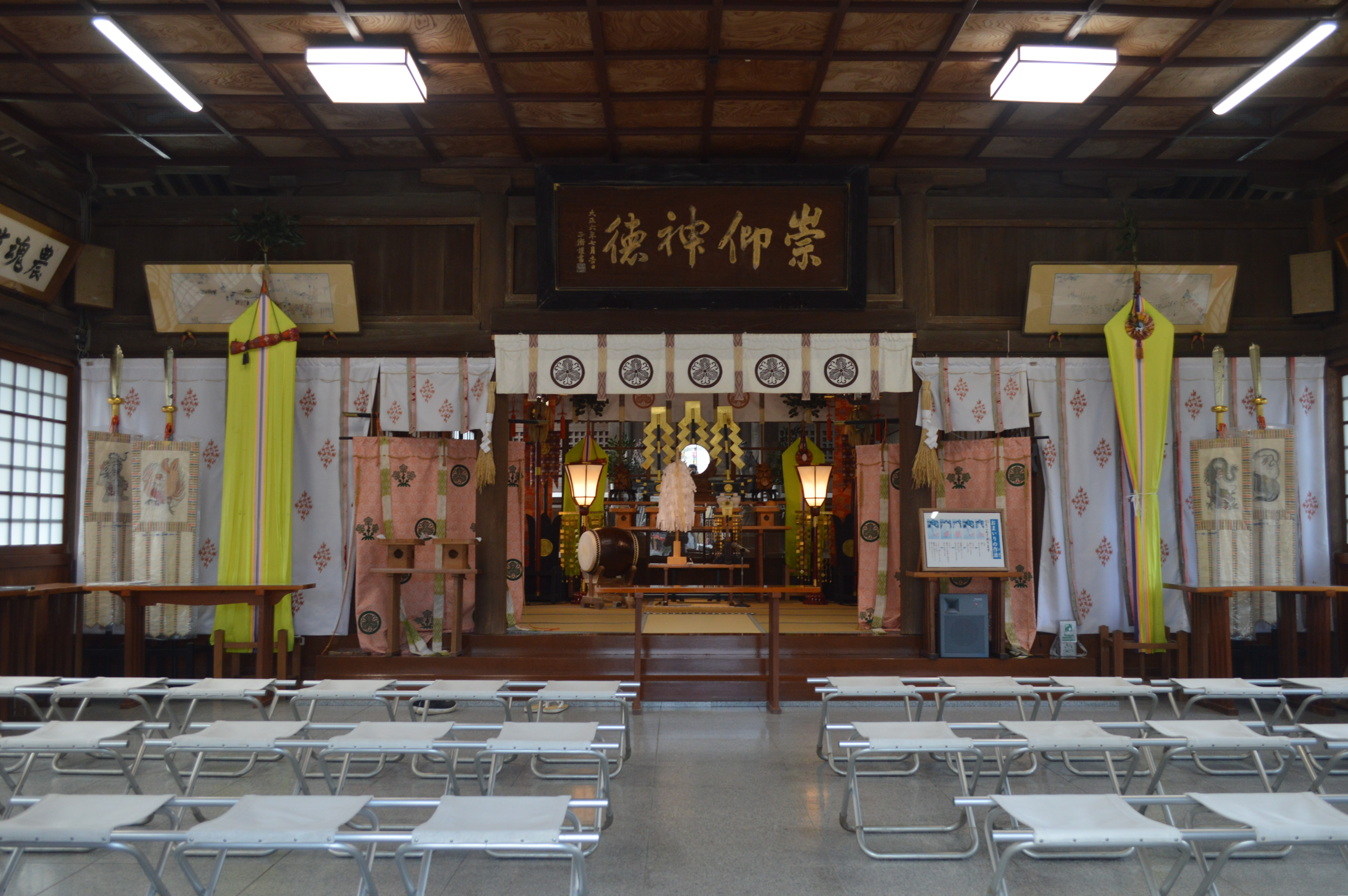
社殿の内部

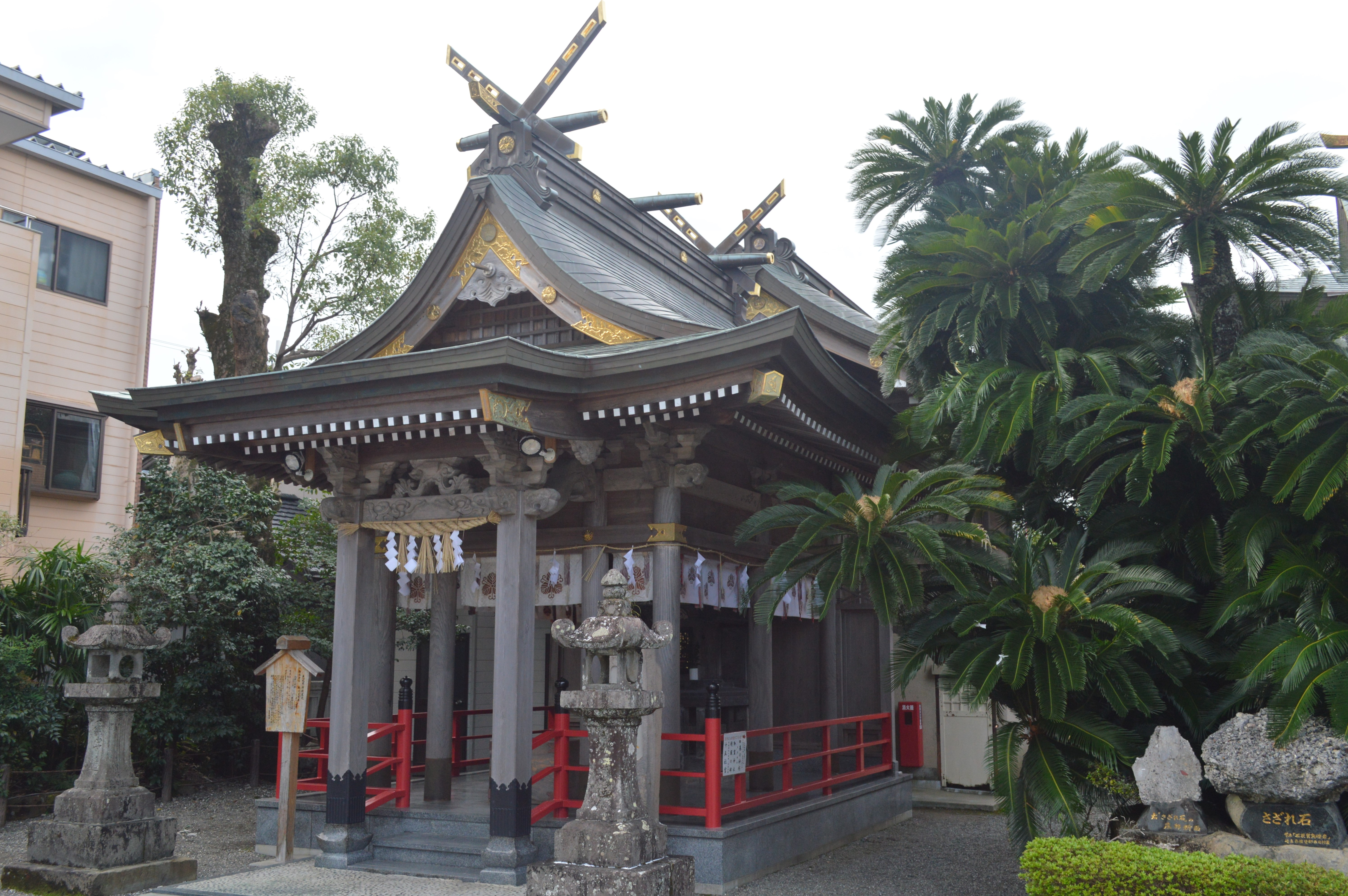
恵比須神社

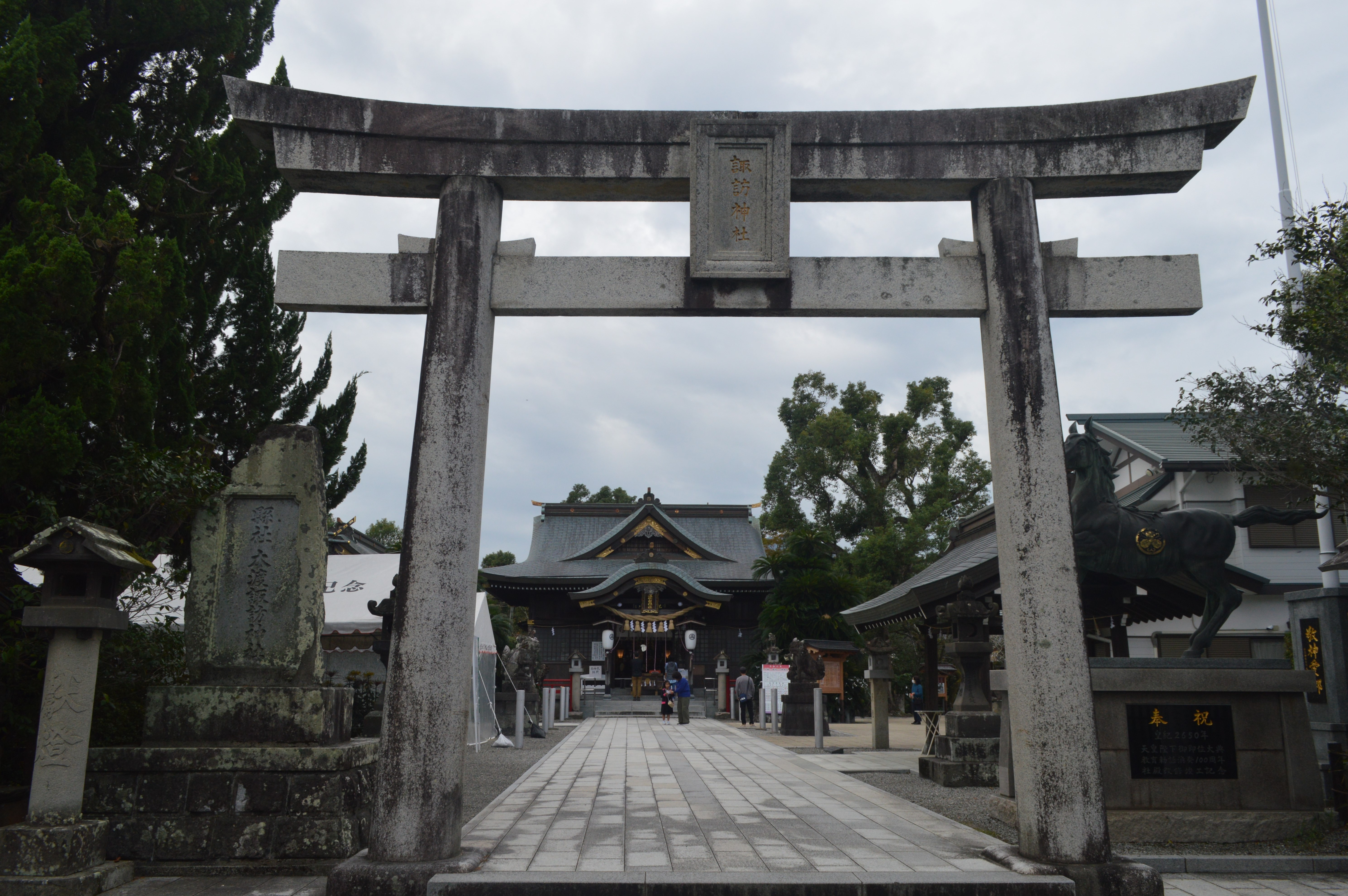
東の鳥居
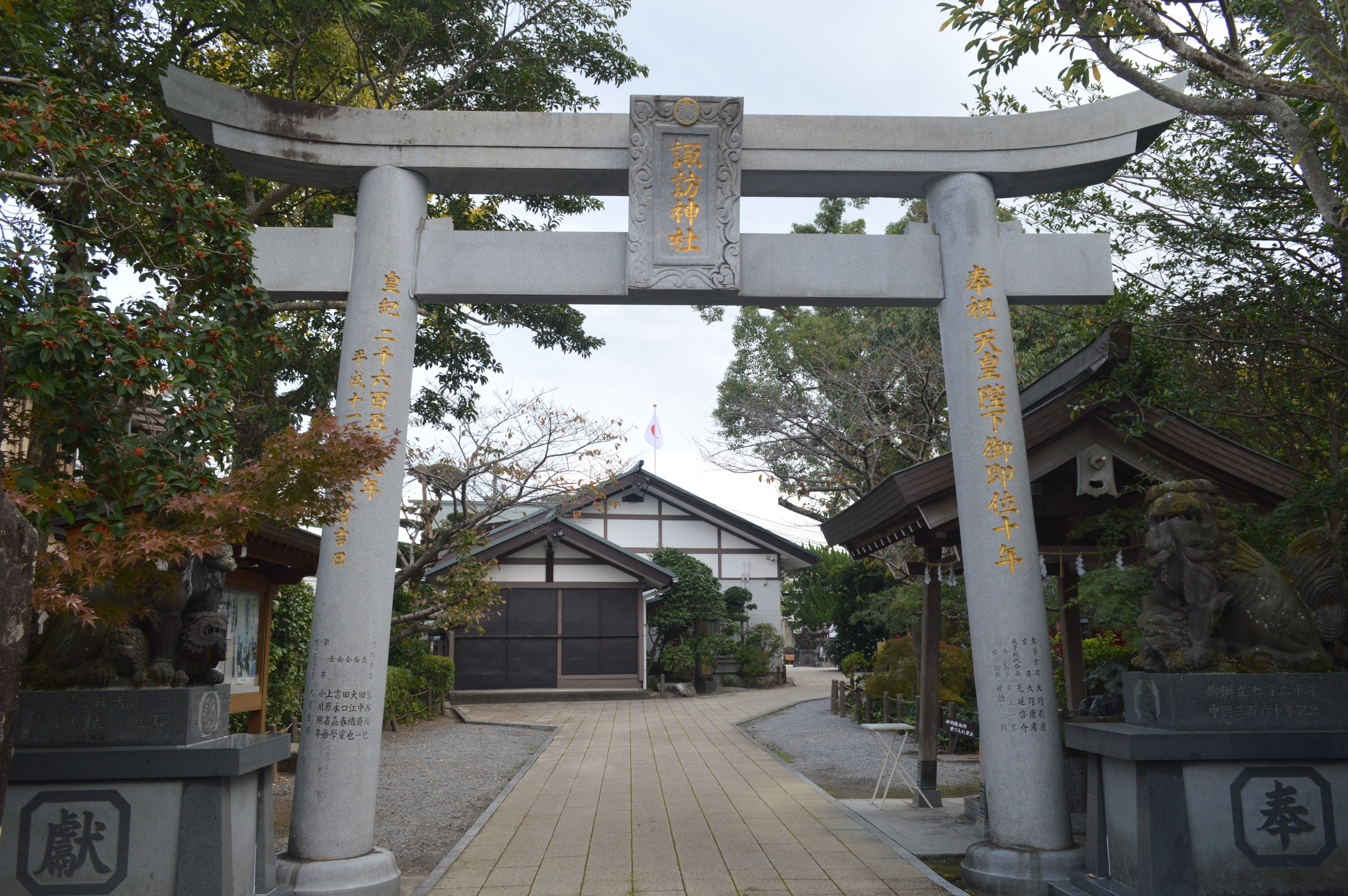
西の鳥居
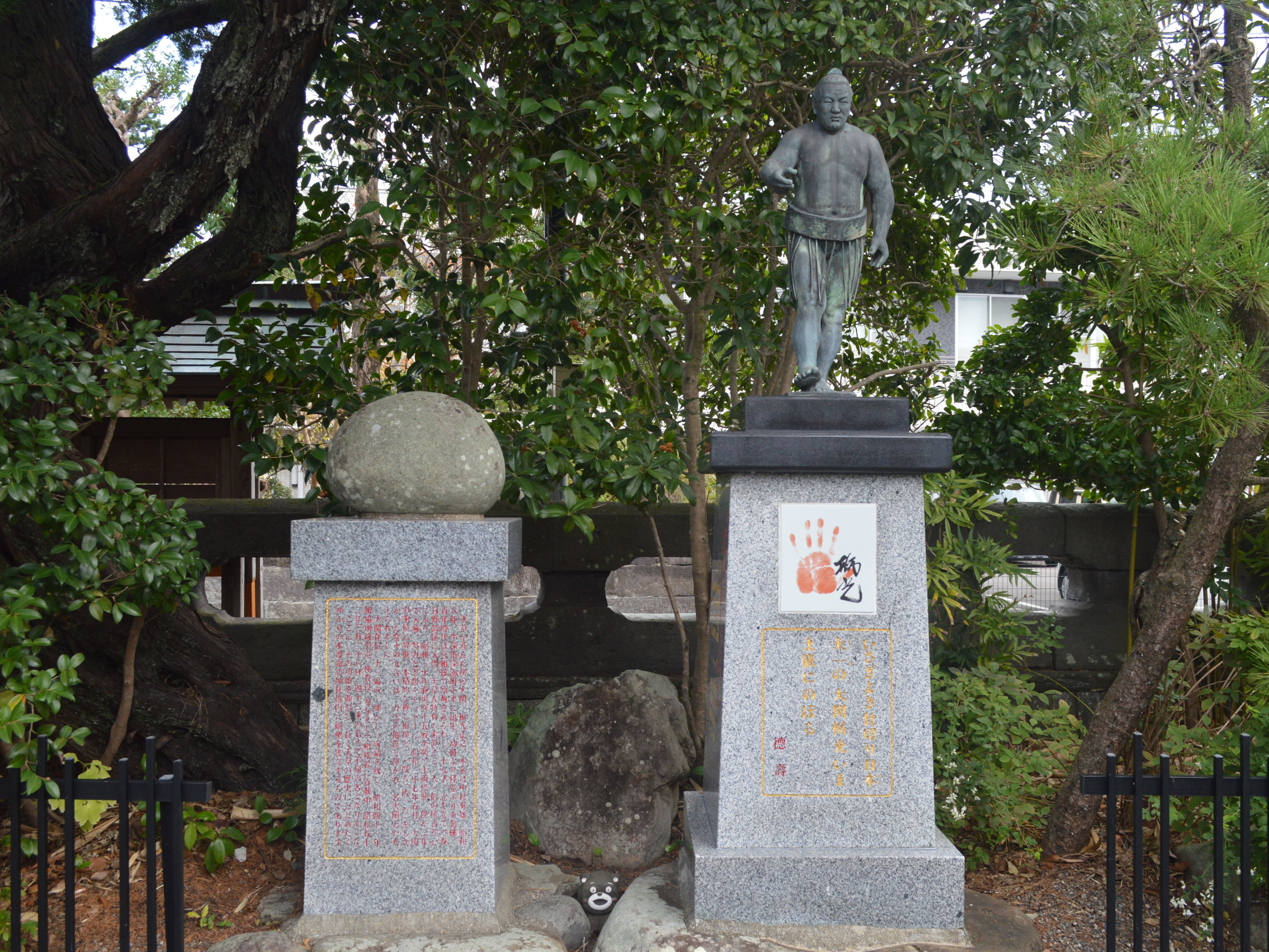
大関栃光正之之像と力石
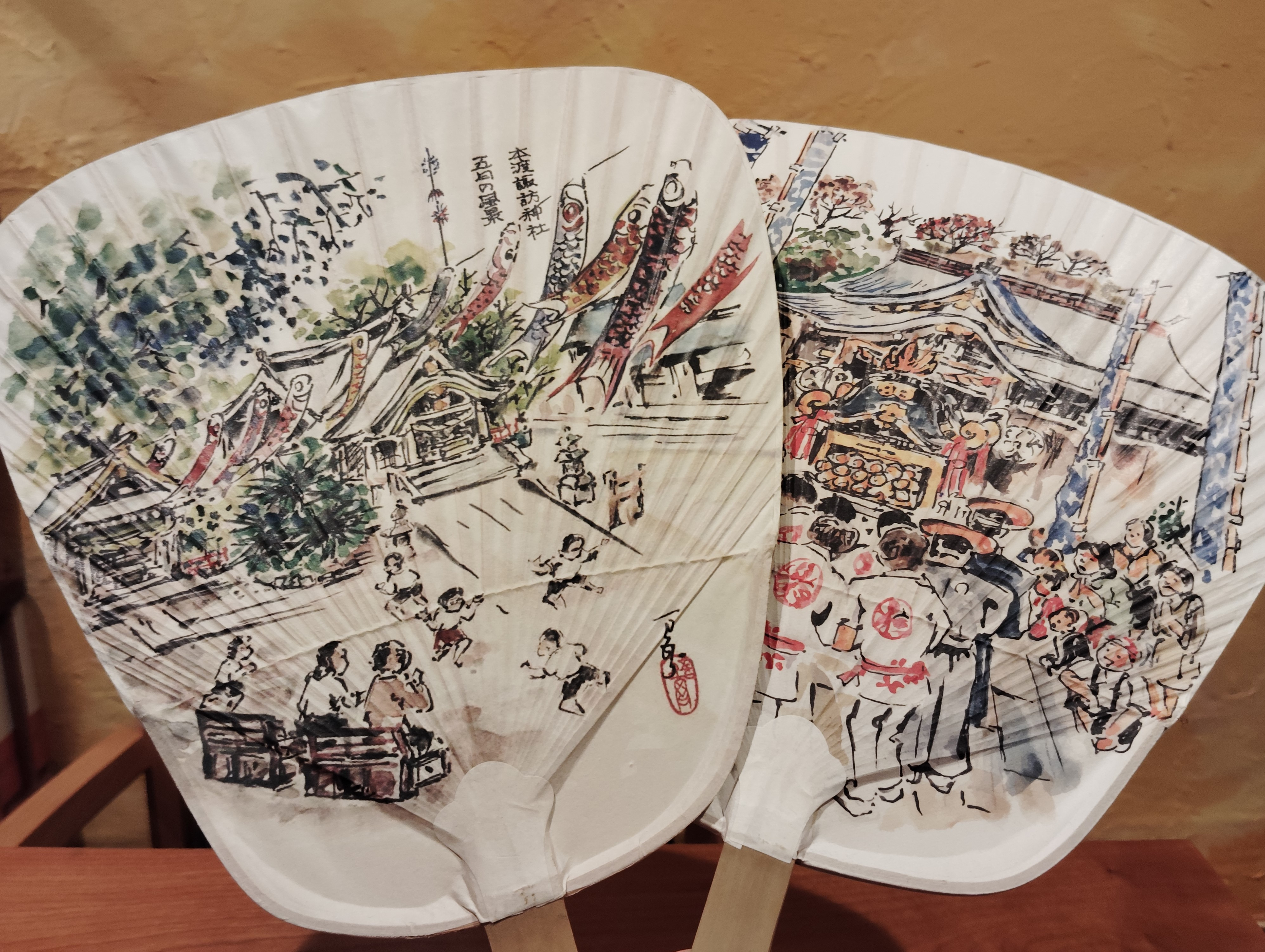
祭礼を描いた団扇

- 社殿
入母屋造銅板葺の拝殿は、平成2年（1990年）11月に、明仁天皇御即位大典、並びに皇紀2650年を記念奉祝して改修されたもの。本殿は文久3年（1863年）に建立されたもので入母屋造。

- 恵比須神社
御祭神は事代主大神。江戸時代のいつの頃よりか本渡諏訪神社の第2次鎮座地に境内社として奉斎され、諏訪大明神とともに「本渡市」繁栄の基を開いたお社である。昭和39年（1964年）春に現在の地に遷座。平成6年（1994ン3ん）10月に、本渡町中央商店街大火災復興30周年、市制発足40周年を記念し氏子崇敬者の赤誠を結集して新社殿が建立された。夏秋の「ゑびす祭」は盛大で、商売繁盛・大漁満足・家内安全等の守護神として篤く尊崇の念を集めている。

- 御霊神社
御霊神社は、氏子戦没英霊を合祀したもので、昭和24年（1949年）10月18日、靖國神社秋季例大祭の当日の建立創始。平成8年（1996年）12月に創祀された氏子祖霊社も社内に奉斎されている。

- 四基の神祠
天照皇大神、豊受大神（伊勢神宮の内宮、外宮の大神）
八大龍王、金毘羅大神、志賀大神（天地自然、国土風雨の神、航海安全）
猿田彦大神（道祖神、道開きの神）
淡島大明神

- 靖國之碑
本渡町遺族会による終戦40周年記念事業として建立された碑。主碑「靖國之碑」の揮毫は靖國神社第6代宮司・松平永芳によるもの。左右の副碑には、本渡町出身の戦没英霊302柱の芳名と、遺族会役員名が記されている。例祭日は8月15日。建立時の本渡諏訪神社の宮司であった大野俊康は、平成4年（1992年）4月には靖國神社第7代宮司に就任し、靖國神社の鎮魂社の公開に寄与したことでも知られている。

- 十五社神社
御祭神天照皇大神、八幡大神、春日大神、阿蘇十二神（阿蘇神社祭神、開拓鎮護、生活守護）
天草では地域ごとに縁深い三柱の神さまに併せて阿蘇十二神を祀る十五社神社が多く鎮座している。また、古くより耳病治癒の神さまとして信仰されている。

- 子抱き獅子
社殿前参道には全国的にも珍しい「子抱き獅子」の狛犬があり、子授け、安産、育児、家内安全等、子孫繁栄の象徴とされている[1]。

- 大関栃光正之之像と力石
大関の栃光正之は天草郡牛深町深海（現・天草市）出身であり、本渡諏訪神社への崇敬が篤かったことから、6回も境外広場で地方巡業を行った[1]。栃光正之の銅像、栃光正之が少年時代に試したとされる力石（88キログラム）が置かれている[1]。

- 東の鳥居
- 西の鳥居
- 大関栃光正之之像と力石
- 祭礼を描いた団扇

## 祭礼
- 天草太鼓
信州諏訪の御本社より諏訪大明神の御分霊を奉じて、本砥郷山口の里に鎮祭される道中では「御諏訪太鼓」を奏でつつ御神幸されたとされ、天草市本渡町山口の浜に上陸した際にも盛大に太鼓が奏されたとされていることから、昭和49年（1974年）に太鼓は「天草太鼓」として復活された。

## 文化財

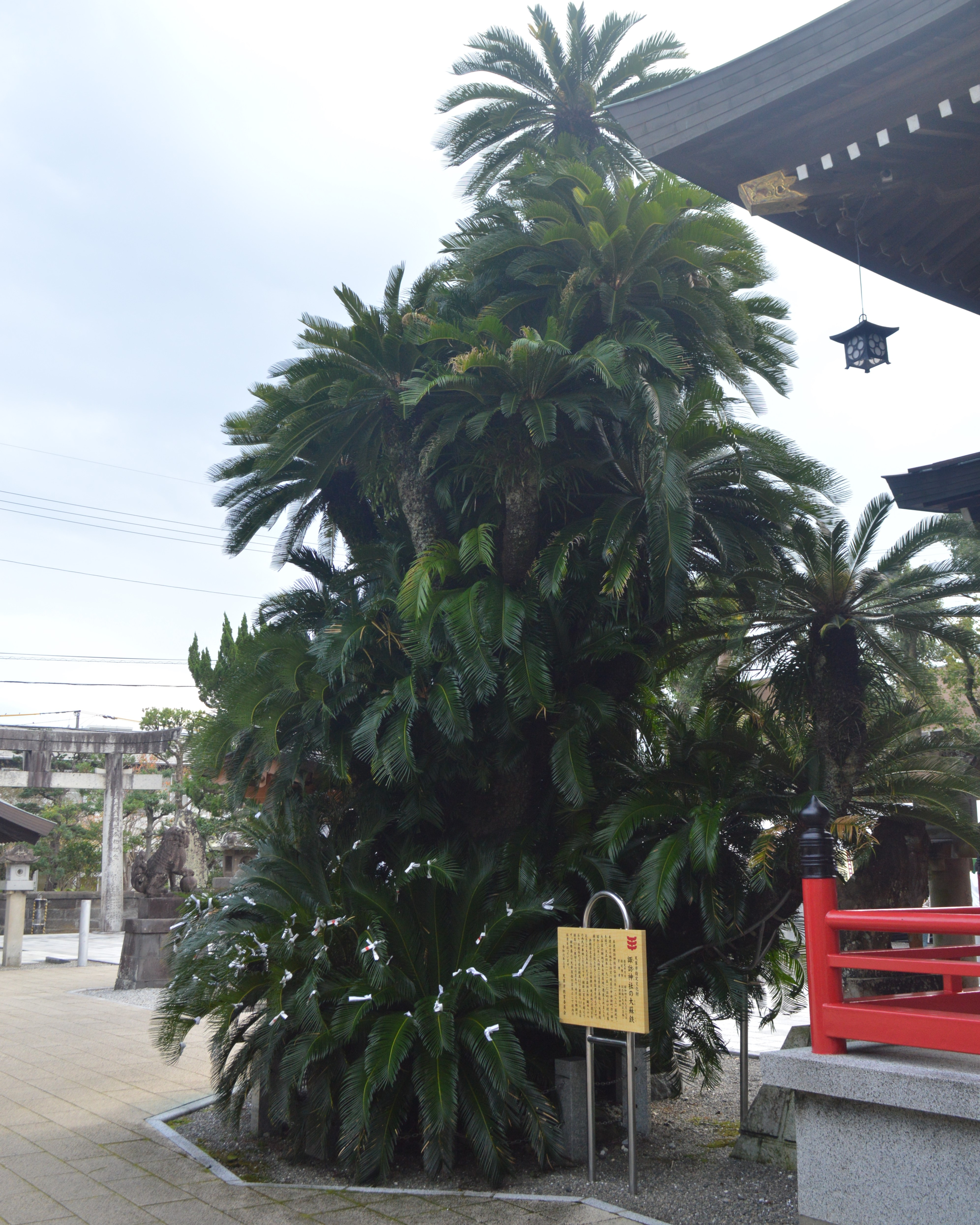
一対の大蘇鉄（右）

### 市指定文化財
- 一対の大蘇鉄
1916年（大正5年）に氏子の森邦太郎と鶴田八十八が奉納した蘇鉄であり、社殿の両脇に植えられている[1]。毎年5月初頭頃には、蘇鉄に自生した蘭が花を咲かせる[1]。1972年（昭和47年）に本渡市指定文化財（後に天草市指定文化財）に指定された。

## 交通アクセス
- 本渡バスセンターから徒歩9分（720m）